# Olympische Sommerspiele 2016/Schwimmen – 4 × 200 m Freistil (Frauen)
Der Staffelwettbewerb über 4-mal 200 Meter Freistil der Frauen bei den Olympischen Spielen 2016 in Rio de Janeiro wurde am 10. August 2016 im Olympic Aquatics Stadium ausgetragen. 76 Athletinnen aus 16 Ländern nahmen daran teil.
Es fanden zwei Vorläufe statt. Die acht schnellsten Staffeln aller Vorläufe qualifizierten sich für das Finale, das am gleichen Tage ausgetragen wurde.
Abkürzungen:
WR = Weltrekord, OR = olympischer Rekord, NR = nationaler Rekord
ER = Europarekord, NAR = Nordamerikarekord, SAR = Südamerikarekord, ASR = Asienrekord, AFR = Afrikarekord, OZR = Ozeanienrekord

## Bestehende Rekorde
| Weltrekord         | Volksrepublik China (Yang Yu, Zhu Qianwei, Liu Jing, Pang Jiaying)                   | 7:42,08 min | Rom, Italien                   | 30. Juli 2009  |
| Olympischer Rekord | Vereinigte Staaten (Missy Franklin, Dana Vollmer, Shannon Vreeland, Allison Schmitt) | 7:42,92 min | London, Vereinigtes Königreich | 1. August 2012 |

## Titelträger
| Olympiasieger | Vereinigte Staaten (Missy Franklin, Dana Vollmer, Shannon Vreeland, Allison Schmitt) | 7:42,92 min | London 2012 |
| Weltmeister   | Vereinigte Staaten (Missy Franklin, Leah Smith, Katie McLaughlin, Katie Ledecky)     | 7:45,37 min | Kasan 2015  |
| Europameister | Ungarn (Zsuzsanna Jakabos, Evelyn Verrasztó, Boglárka Kapás, Katinka Hosszú)         | 7:51,63 min | London 2016 |

## Vorlauf

### Vorlauf 1
| Platz | Nation      | Besetzung                                                                | Zeit        | Anmerkung |
| ----- | ----------- | ------------------------------------------------------------------------ | ----------- | --------- |
| 1     | Australien  | Leah Neale Bronte Barratt Tamsin Cook Jessica Ashwood                    | 7:49,24 min |           |
| 2     | Russland    | Wiktorija Andrejewa Arina Opjonyschewa Daria Mullakaeva Weronika Popowa  | 7:50,52 min |           |
| 3     | Kanada      | Katerine Savard Taylor Ruck Emily Overholt Kennedy Goss                  | 7:51,99 min |           |
| 4     | Japan       | Chihiro Igarashi Rikako Ikee Tomomi Aoki Sachi Mochida                   | 7:52,50 min |           |
| 5     | Schweden    | Louise Hansson Michelle Coleman Ida Marko-Varga Sarah Sjöström           | 7:53,43 min |           |
| 6     | Italien     | Alice Mizzau Martina De Memme Chiara Masini Luccetti Federica Pellegrini | 7:57,74 min |           |
| 7     | Niederlande | Marrit Steenbergen Esmee Vermeulen Andrea Kneppers Robin Neumann         | 7:58,74 min |           |
| 8     | Slowenien   | Janja Šegel Anja Klinar Tjaša Pintar Tjasa Oder                          | 8:02,22 min |           |

### Vorlauf 2
| Platz | Nation             | Besetzung                                                                   | Zeit        | Anmerkung |
| ----- | ------------------ | --------------------------------------------------------------------------- | ----------- | --------- |
| 1     | Vereinigte Staaten | Allison Schmitt Missy Franklin Melanie Margalis Cierra Runge                | 7:47,77 min |           |
| 2     | China              | Ai Yanhan Zhang Yuhan Dong Jie Wang Shijia                                  | 7:49,58 min |           |
| 3     | Ungarn             | Evelyn Verrasztó Ajna Késely Boglárka Kapás Katinka Hosszú                  | 7:51,17 min |           |
| 4     | Großbritannien     | Siobhan-Marie O’Connor Georgia Coates Hannah Miley Camilla Hattersley       | 7:54,17 min |           |
| 5     | Frankreich         | Coralie Balmy Cloé Hache Charlotte Bonnet Margaux Fabre                     | 7:55,55 min |           |
| 6     | Brasilien          | Manuella Lyrio Jéssica Cavalheiro Gabrielle Roncatto Larissa Oliveira       | 7:55,68 min | SAR       |
| 7     | Deutschland        | Annika Bruhn Leonie Kullmann Paulina Schmiedel Sarah Köhler                 | 7:56,74 min |           |
| 8     | Spanien            | Melanie Costa Patricia Castro Fátima Gallardo Carapeto Africa Zamorano Sanz | 8:03,74 min |           |

## Finale
11. August 2016, 04:55 MEZ
| Platz | Nation             | Besetzung                                                             | Zeit        | Anmerkung |
| ----- | ------------------ | --------------------------------------------------------------------- | ----------- | --------- |
| 1     | Vereinigte Staaten | Allison Schmitt Leah Smith Maya DiRado Katie Ledecky                  | 7:43,03 min |           |
| 2     | Australien         | Leah Neale Emma McKeon Bronte Barratt Tamsin Cook                     | 7:44,87 min |           |
| 3     | Kanada             | Katerine Savard Taylor Ruck Brittany MacLean Penny Oleksiak           | 7:45,39 min | NR        |
| 4     | China              | Shen Duo Ai Yanhan Dong Jie Zhang Yuhan                               | 7:47,96 min |           |
| 5     | Schweden           | Michelle Coleman Ida Marko-Varga Sarah Sjöström Louise Hansson        | 7:50,26 min |           |
| 6     | Ungarn             | Zsuzsanna Jakabos Ajna Késely Boglárka Kapás Katinka Hosszú           | 7:51,03 min |           |
| 7     | Russland           | Weronika Popowa Wiktorija Andrejewa Darja Ustinowa Arina Opjonyschewa | 7:53,26 min |           |
| 8     | Japan              | Chihiro Igarashi Sachi Mochida Tomomi Aoki Rikako Ikee                | 7:56,76 min |           |